# Djævlespil
En diabolo (ikke diablo som mange fejlagtigt tror) er et jonglerings prop bestående af en spole som bliver snurret ved hjælp af en snor bundet til to pinde som man holder i hver sin hånd. Mange varierede tricks kan udføres ved hjælp af snoren, pindene og diverse kropsdele. Flere diaboloer kan også bruges på en enkelt snor.
Diaboloer kommer i mange forskellige størrelser og materialer. Store diaboloer har en tendens til at fastholde deres momentum længere, hvorimod mindre diaboloer kan kastes højere og er hurtigere at sætte i gang.

## Historie
Diaboloer udviklede sig fra kinesiske yoyoer og der er ikke megen forskel på en stor yoyo og de mindste diaboloer.
Det var først i 1906 at det vi i dag kender som diabolo blev opfundet af franskmanden, Gustave Philippart, som lavede sin diabolo ved hjælp af lidt metal og noget gummi fra bildæk.

## Diabolo, diablo eller djævlespil
Ordet diabolo er sammensat af ordet dia som betyder to og bolo som er de to halve bolde på hver sin side af kernen.
Andre kilder fortæller dog at navnet stammer fra Old-græsk hvor den oprindeligt har heddet: "DIABALLO", Dia=gennem og Ballo="at kaste" Dette er så senere blevet til det franske (og nu internationale) Diabolo
Det er en almindelig misforståelse at kalde det for en diablo, muligvis suppleret af det faktum at et lignende instrument er djævlepinden.
På dansk kaldes diaboloen nogle gange for djævlespil, dette kan være opstået som en fordanskning af ordet diablo, artister og jonglører bruger dog udelukkende diabolo.

## Diabolo typer

### Almindelig diabolo
En alm. diabolo er typisk lavet af gummi med en metalkerne, nogle kinesiske diaboloer er lavet af træ. Snoren er af nylon og stængerne kan være simple stænger af træ eller mere avancerede af metal eller fiberglas. De forskellige typer stænger har hver deres fordele og ulemper, aluminiumstænger kan blive bøjet men knækker ikke, fiberglas kan knække men bøjer ikke. Træstænger er billige men ikke så god kvalitet som stænger af aluminium eller fiberglas. Det er også en fordel at snoren kommer ud af enden af styrestangen, når man skal lave lidt mere avancerede tricks.

### Glow diabolo
Mange almindelige diaboloer solgt i dag har små huller til påsættelse af dioder som kan lyse i forskellige farver, disse glow diaboloer bruges til indendørs shows hvor ild er for farligt.

### Ild diabolo
En ild diabolo er lavet helt af jern med et stykke kevlarvæge i begge ender. Ild diaboloer er ikke så almindelige, og til ildshows ser man oftere folk bruge fakler, ildstav eller ild poi

## Elementære principper
Det mest elementære når man bruger en diabolo er at lære at spinde den med snoren. Dette gøres ved at hive snoren om akslen på en sådan måde at friktionen får diaboloen til at spinde, ved at fortsætte dette øges farten, til der er hastighed nok på diaboloen til at lave tricks eller kaste den op i luften.

## Fundamentale tricks
- Kast, det trick man lærer først er at kaste diaboloen og gribe den på snoren igen.
- Grind, at balancere diaboloen på pinden mens den spinder.
- Orbit, diabolo kastes og gribes igen og igen for at få den til at gå rundt i cirkler dette trick kan også udføres rundt om det ene ben.
- Knob, snoren vikles rundt om diabolo og eller arme og pinde for at give en illusion af sidde fast. Diaboloen frigives ved at kaste den op og snoren vikles ud af sig selv.
- Elevatoren, Diaboloen kravler op af snoren.

## Multi diabolos
Det måske mest aktive område inden for udviklingen af diabolo tricks involverer to eller flere diaboloer på en enkelt snor. Diabolo jonglører har presset antallet at diaboloer på en enkelt snor op på seks (selvom der diskuteres om dette antal er gyldigt pga. de få succefulde kast). De fleste diabolo jonglører holder sig dog til to eller tre diaboloer.

## Vertax
En anden avanceret diabolo stil er blevet udviklet i de senere år kaldes Vertax (vertikale akser) også kendt som Excalibur. Dette har tilføjet en hel ny dimension til diaboloer da man tipper diaboloen vertikalt, selvom der syntes at være et begrænset antal tricks til vertax, finder artister hele tiden nye tricks, som blandt andet inkluderer akrobatiske tricks. Det er også blevet forsøgt at have to diaboloer på denne vertikale akse, selvom videoer af fænomenet (endnu) ikke har set dagens lys.

## Eksterne links
- Diabolo.dk – En dansk side med videoer og tricks etc. Arkiveret 31. oktober 2020 hos  Wayback Machine
- DiaboloTricks.net Arkiveret 5. september 2019 hos  Wayback Machine
- TheDiabolo.com – Tricks forklaret på video Arkiveret 11. januar 2006 hos  Wayback Machine
- DiaboloTricks.com Arkiveret 18. januar 2020 hos  Wayback Machine
- 2Diabolo.net Arkiveret 10. januar 2006 hos  Wayback Machine
- The Mad French Posse (MFP) Arkiveret 5. januar 2006 hos  Wayback Machine
- Diabolo.ca – Engelsk Forum med mange videoer og "tutorials" man kan lære fra Arkiveret 6. januar 2006 hos  Wayback Machine

| Jonglering | Spire Denne jongleringsartikel er en spire som bør udbygges. Du er velkommen til at hjælpe Wikipedia ved at udvide den. |